# Самади
Самади (санскрит: समाधि samādhi) је санскритски и пали појам који значи састављеност, сједињеност, сабраност. 
Израз самади дословно значи сабраност, но у контексту свих индијских система обилежава најшири појам медитације уопште. Самади је најчешћи и најважнији термин у теоријама о медитацији свих индијских филозофских школа.
У систему јоге сабраност представља осми и последњи члан духовне дисциплине.
У будизму је осми и последњи члан осмочланог пута ослобођења, и средишњи појам посебне медитационе технике ђхана.

## Етимологија
Санскритска реч samādhi дословно значи састављеност, од sam (са, заједно) + ā (префикс) + dhā (ставити). Порекло речи није до краја утврђено, а неки сматрају да ју је сковао Буда за потребе учења.
Реч данас има неколико основних значења:
- Стање трансцедентног јединства које достиже свети човек приликом смрти.
- Највиши стадиј медитације, када је јединство потпуно постигнуто.
- Гробница светог човека у Индији.

Самади се обично преводи као концентрација, али многи указују на неадекватност превода, јер ту реч повезујемо са фокусом, интензитетом, приморавањем ума, напетошћу, главобољом.
Алтернативни преводи укључују састављеност, спојеност, прибраност, умиреност, усредиштеност, неузнемиреност.

## У веданти
У веданти нижи стадијум (savikalpa-samadhi) је онај на коме још постоје модалне разлике (guna) и многострукост (upadhi), из којих потиче доживљај индивидуалне одвојености. Потпуна сабраност (nirvikalpa-samadhi) је стање утонулости у апсолутну трансценденцију парам-атмана. Зато се самадхи ту описује као стање где су „уништени upadhi“ и постигнуто ослободење од препорађања. Према ведантинским коментарима самадхи се разликује од дубоког сна по томе што у сну ментални и осетни органи престају деловати у незнању, а у првоме у највишој спознаји и свесности (ćita).

## У будизму
У будизму, сабраност представља кључни квалитет сваке успешне медитације (ђхане). У списима се дефинише као "обједињење ума" (M.I,301), а понекад и "фокусираност ума" (ekodibhāva). Исправна концентрација (sammā samādhi) је последњи корак племенитог осмоструког пута, којим се постиже укидање патње.
Будисти наводе много предности концентрације. Пошто се пажња зауставља на једном предмету одређени период, то нам обезбеђује да га боље упознамо, те он отуда има своју улогу и у постизању мудрости. Када развијемо концентрацију, можемо пажњу окренути било чему, уместо да она непрекидно скаче са једне ствари на другу. То може смањити бескорисно сањарење, забринутост и нежељене узнемирујуће мисли. У оквиру будистичке медитације, концентрација се обично развија путем вежбања сабраности на дах.
Буда је навео неколико ствари које помажу развоју сабраности. Прва је придржавање врлине. На тај начин поједностављујемо сопствени живот, смањујемо могућност кајања, не доводимо себе у неугодне ситуације и сукобе, а од свега тога наш ум постаје растројен. Друга је "стражарење на вратима чула", што значи пазити да ум не буде прекомерно стимулисан (D.I,70). Такође, док вежбамо концентрацију, одржавање угодног положаја омогућиће телу да се умири. Слично томе, један ведар, опуштен ментални став ће концентрацију учинити лакше достижном. Буда је говорио: "из пријатности долази радост; кад смо радоcни тело се смирује; са смиреним телом постајемо срећни, а ум који је срећан постаје концентрисан" (D.I,74).